# Yves Marie Pastol
Yves Marie Pastol, né le 5 mars 1770 à Guingamp, mort le 31 mai 1813 à Neukirchen  (actuellement Żerniki Wrocławskie en Pologne), est un général français de la Révolution et de l’Empire.
Il est le fils de Yves-Marie Joseph Pastol sire de Keramelin, magistrat civil et criminel du duché de Penthièvre et de Marie-Jeanne Le Dereat.

## Biographie
Il s'engage comme volontaire au 1er bataillon des Côtes-du-Nord, le 14 juillet 1791, caporal le 1er août 1791, il est congédié par autorisation du ministre de la Guerre le 15 octobre 1791. 
Il s'engage de nouveau comme volontaire au 3e bataillon des Côtes-du-Nord, le 10 juin 1792. Il est sous-lieutenant le 12 août 1792, et capitaine le 6 septembre suivant. Embarqué sur le vaisseau L'Achille le 4 avril 1793, il fait campagne sur mer dans l'Océan et la Méditerranée. Il passe à l'armée de l'Ouest, de fin 1793 à 1795, puis à l'armée de l'Intérieur, de 1795 à 1796. Capitaine au 18e de ligne le 18 décembre 1796, il passe à l'armée d'Italie jusqu'en 1798. Il est blessé légèrement à Tarvis le 23 mars 1797.
Intégré à l'armée d'Helvétie, il est aide de camp de Brune à partir du 15 mars 1798, et commissionné en cette qualité par le Directoire exécutif le 24 mars. Il se signale à la bataille de Bergen et à la bataille de Castricum et est nommé provisoirement chef de bataillon par Brune, le 19 septembre 1799. Confirmé dans le grade de chef de bataillon par le Directoire exécutif, le 9 octobre 1799, il est nommé provisoirement chef de brigade par Brune, le 11 octobre 1799, grade confirmé par le Directoire exécutif dès le 19 octobre 1799. Il est affecté aux armées de l'Ouest, puis de réserve, de la fin 1799 à 1800, il est confirmé dans le grade de chef de brigade par arrêté des consuls, tout en restant aide de camp de Brune, le 13 décembre 1799.
Affecté à l'armée d'Italie entre 1800 et 1801, il occupe le poste de chef de brigade du 52e de ligne à la place de Féry le 19 septembre 1801. Versé à l'armée d'Helvétie entre 1802 et 1803, il est fait officier de la Légion d'honneur le 14 juin 1804.
Au début de l'Empire il est en Italie. D'abord à la 1re division (Gardanne) de l'armée d'Italie, en septembre 1805, il sert lors de la bataille de Vérone le 18 octobre 1805. Il sert en Autriche, pendant la campagne de 1809. Général de brigade le 30 mai 1809, il est employé à l'armée d'Italie. Il est fait baron de l'Empire avec dotation de 4 000 francs de rente annuelle sur le département de Rome le 15 août 1809. En 1810, à Rome, il commande une brigade (53e et 106e de ligne), qui est dissoute le 9 décembre. Il commande ensuite la 1re brigade de la 3e division (Partouneaux) au corps d'observation d'Italie du 20 avril au 1er juillet 1811, puis la 2e brigade de la 14e division d'infanterie (Broussier) au corps d'observation d'Italie le 11 février 1812. Le 10 mars, il est autorisé par le général Junot à rester à Munich pour raisons de santé. Il est commandant de la 2e brigade de la 2e division (Puthod) du corps d'observation de l'Elbe, devenu 5e Corps de la Grande Armée sous Lauriston, du 18 janvier 1813 au 31 mars 1813.
Il meurt au Champ d'Honneur le 31 mai 1813, vers 21h30 des suites de deux coups de feu reçus à proximité du village de Neukirchen (actuellement Żerniki Wrocławskie en Pologne), lors de la marche vers Breslau (Silésie).

## Hommages
Une rue de Guingamp (Côtes-d'Armor) porte son nom.